# Manoir de Kerguet
Le manoir de Kerguet est situé à Sarzeau en France.

## Localisation
Le manoir est situé sur le territoire de la commune de Sarzeau, au lieu-dit Kerguet, dans le département du Morbihan en région Bretagne.

## Description
Le manoir date des XVe et XVIe siècles, édifice à plan allongé, à un étage carré construit en moellons de granite. Toiture à longs pans recouverte d'ardoises, pignon découvert, appentis. Escalier hors-œuvre, escalier en équerre en maçonnerie.

## Historique
Le manoir serait l'ancienne résidence des gouverneurs de Rhuys ou de Suscinio, construit à la fin du XVe siècle, le corps d'escalier est construit au XVIe siècle. La partie est (peut-être une ancienne grange aux tailles) est transformée en ferme vers 1800, ouvertures modifiées, séparation intérieure en logis étable, le portail d'entrée existant au milieu du XXe siècle, détruit lors de l'élargissement de la route,  enclos partiellement disparu. Après quelques modifications intérieures, le manoir est transformé en musée en 1992, mais ne le demeure qu'une dizaine d'années avant que ses collections ne déménagent en Saint-Gildas-de-Rhuys.
Il est inscrit à l'inventaire général du patrimoine culturel en 1992.